# Дако-романски језици
Дако-романски језици су настали романизацијом говора становника некадашње Дакије.

## Подела
У дако-романске језике спадају:
- румунски језик који је службени језик Румуније, који је најраспрострањенији од свих источнороманских језика,
- молдавски језик, који је службени у Републици Молдавији и
- влашки језик, којим говоре Власи у источној Србији.

## Сличности и разлике
Молдавски је врло сличан стандардном румунском језику, иако има мањих разлика у речнику и правопису. Ромски бајашки језик је дијалект румунског језика.

## Распрострањеност
Румунски језик се говори и у Србији, Мађарској, Украјини и у другим земљама Европе. Службени статус има у Србији, у Војводини, а у Украјини је признат као мањински језик. Говори се и у дијаспори, нарочито међу Румунима у Италији и Шпанији. Румунски је и један од службених језика Европске уније.
Молдавски језик се, осим у Републици Молдавији, говори и у Украјини и Русији.
Влашки језик је признат у Србији, али још није кодификован и тренутно се ради на томе.